# Østersøfinner
Østersøfinner eller østersøfinske folk består af beslægtede finsk-ugriske folk, der lever i området omkring Østersøen og som taler østersøfinske sprog. Disse folkeslag inkluderer finner, estere, karelere, vepsere, ingrere, votere og livere. I nogle tilfælde medregnes kvenere, Ingermanland-finner, tornedalsfinner og talere af meänkieli som østersøfinner i stedet for som en del af finner. De største folkeslag af østersøfinner er finner (7 mio.), estere (1 mio.) og karelere (100.000). Finner og estere lever primært i de eneste uafhængige østesøfinske lande, som er henholdsvis Finland og Estland. Østersøfinner udgør betydelige minoriteter i nabolande som Sverige, Norge, Rusland og Letland.